# Agapetus chitraliorum
Agapetus chitraliorum är en nattsländeart som beskrevs av Schmid 1959. Agapetus chitraliorum ingår i släktet Agapetus och familjen stenhusnattsländor. Inga underarter finns listade i Catalogue of Life.